# Municipio de Agency (Dakota del Sur)
El municipio de Agency (en inglés: Agency Township) es un municipio ubicado en el condado de Roberts en el estado estadounidense de Dakota del Sur. En el año 2010 tenía una población de 323 habitantes y una densidad poblacional de 3,46 personas por km².

## Geografía
El municipio de Agency se encuentra ubicado en las coordenadas 45°31′2″N 97°2′42″O / 45.51722, -97.04500. Según la Oficina del Censo de los Estados Unidos, el municipio tiene una superficie total de 93.4 km², de la cual 93,23 km² corresponden a tierra firme y (0,19 %) 0,17 km² es agua.

## Demografía
Según el censo de 2010, había 323 personas residiendo en el municipio de Agency. La densidad de población era de 3,46 hab./km². De los 323 habitantes, el municipio de Agency estaba compuesto por el 22,91 % blancos, el 74,92 % eran amerindios y el 2,17 % eran de una mezcla de razas. Del total de la población el 2,17 % eran hispanos o latinos de cualquier raza.